# 후지마키 에리코
후지마키 에리코(藤巻 恵理子, 1974년 10월 18일 ~ )는 일본의 여성 성우이다. 아오니 프로덕션 소속이다. 도쿄도 출신이다. 세이지 학원 도쿄 교 제16기생 졸업했다.

## 출연 작품

### TV 애니메이션
1999년
- 투하트(소녀, 여학생, 여자 부원, 체육 교사)

2003년
- 그린그린(쿠츠키 후타바)
- 마탐정 로키 라그나로크(로키 어린시절)

2008년
- 포르피의 기나긴 여행(헬레나)

### OVA
- 멜티랜서 The Animation
- 상남 2인조(모모야마 마코)

### 게임
1999년
- 룸 메이트W~두 사람~ (사토 카오리)

2001년
- 그린 그린 (쿠츠키 후타바)
- 철권4 (히라노 미하루)

2002년
- 테일즈 오브 팬덤 Vol.1 (마리안)
- 제노사가 에피소드I[힘으로의 의지] (라피스 로만)
- 그것은 흩날리는 벚꽃처럼 (야에가시 츠바사, 미나즈키 에이) : 쿠시비키 에리 (櫛引絵里) 명의

2004년
- 그린 그린2 사랑의 스페셜 서머 (쿠츠키 후타바)

2005년
- Like Life (야마자키 타에, 마코)
- 그린 그린3 핼로 굿 바이 (쿠츠키 후타바)

2006년
- 테일즈 오브 데스티니 (마리안 휴스텔)
- 불꽃의 택배편 (아스카)